# Autóút M44
L'autóút M44 (in italiano "superstrada M44") è un'autostrada ungherese congiunge l'Autóút M8 con Békéscsaba, verso la Romania.
La lunghezza totale prevista è di 110 km (di cui ne sono stati realizzati 65), ha origine dal Győr e terminerà, una volta completata, al confine con la Romania. Attualmente è autostrada solo fino a Csorna.

## Percorso
| NAGYKŐRÖS (M8) - BÉKÉSCSABA |                                                        |     |                |
| Tipo                        | Indicazione                                            | km  | Strada europea |
|                             | Superstrada M8 Dunaújváros, Balaton / Budapest Szolnok | 0   |                |
|                             | Inizio tratto superstradale                            |     |                |
|                             | Szentkirály                                            |     |                |
|                             | Lakitelek / Tiszakécske                                |     |                |
|                             | Tisza                                                  |     |                |
|                             | Tiszakürt                                              |     |                |
|                             | Tiszakürt                                              | 38  |                |
|                             | Csépa / Tiszaföldvár, Szolnok                          | 41  |                |
|                             | Area di parcheggio "Cserkeszőlői"                      | 45  |                |
|                             | Kunszentmárton / Martfű, Szolnok                       | 50  |                |
|                             | Körös (450 m)                                          |     |                |
|                             | Kunszentmárton-kelet                                   | 52  |                |
|                             | Area di servizio "Gödény-halmi"                        | 67  |                |
|                             | Szarvas / Szentes                                      | 71  |                |
|                             | Szarvas-kelet / Orosháza                               | 78  |                |
|                             | Csabacsűd, Kardos                                      | 84  |                |
|                             | Area di parcheggio "Kardosi"                           | 86  |                |
|                             | Kondoros / Nagyszénás, Orosháza                        | 96  |                |
|                             | Kondoros, Kétsoprony                                   | 100 |                |
|                             | Area di parcheggio                                     | 105 |                |
|                             | Békéscsaba-Fürjesi út                                  |     |                |
|                             | Békéscsaba-Centrum / Békés, Debrecen / Szeged          | 118 |                |